# ひろでん会館
ひろでん会館（ひろでんかいかん、「広電会館」との表記も存在）とは、広島市西区己斐本町の広電西広島（己斐）駅に隣接して建っていた、広島電鉄の所有するビル（駅ビル）である。2018年5月から解体工事が開始され、2019年6月に完了した。

## 概要
1964年に広電西広島駅/己斐停留場（現・広電西広島（己斐）駅）のターミナルデパートとしての位置づけとして開館。地上6階、地下1階建てでエレベーターと階段に加え1 - 3階はエスカレーターで結ばれ、核テナントは広電興産（後の広電ストア）の運営する「ショッピングセンターひろでん」で、開館以来西広島地区の中心となるショッピングセンターとして利用されてきた。地下1階が食品スーパー、1階は食品中心、2階は衣料品、3 - 4階は文具店・書店・時計屋・100円ショップなどのテナントが主に入っていた。また1階部分は己斐電停の上り側ホームと一体になった構造で、2001年10月に己斐電停が広電西広島駅のホームに統合され、同時に改札口が廃止されて以降は「ひろでん横丁」と称され、既存のテナントや自販機に加え露店が設けられたりしていた。
2017年（平成29年）2月3日に公表された広島県の耐震性能調査において、震度6強以上で「倒壊または崩壊する危険性が高い」とされたが、建替や耐震化については長らく計画されていなかった。しかし2017年（平成29年）5月9日、営業見通しの発表と共に耐震性の不足を理由としたひろでん会館の取り壊し方針を公表。テナントの退去手続きを済ませ、2018年3月31日に閉鎖された。そして同年5月7日から解体工事に着手、翌2019年6月に完了した。跡地利用は未定だが、広電西広島駅・JR西広島駅の駅前には広島高速交通広島新交通1号線（アストラムライン）が延伸乗り入れすることが決まっており、その兼ね合いでの活用が検討されていると報じられている。
なお、それまでの3年間程度の暫定活用として、賑わい作りのためにパブリックスペースや小規模店舗のある施設「KOI PLACE」（コイプレイス、略称：コイプレ）を2019年12月22日に暫定開業、翌2020年2月22日にグランドオープンとして正式開業した。

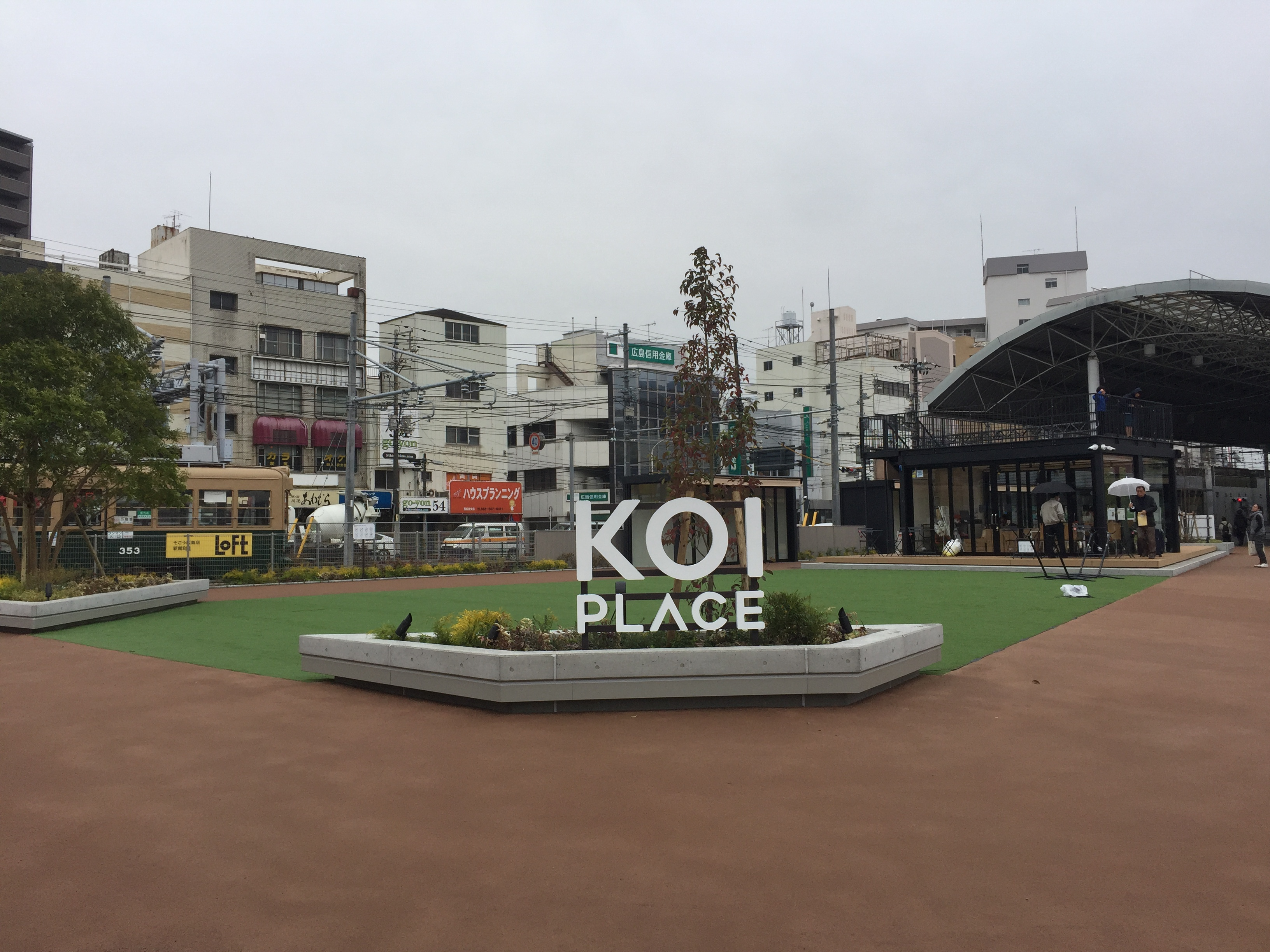
KOI PLACE

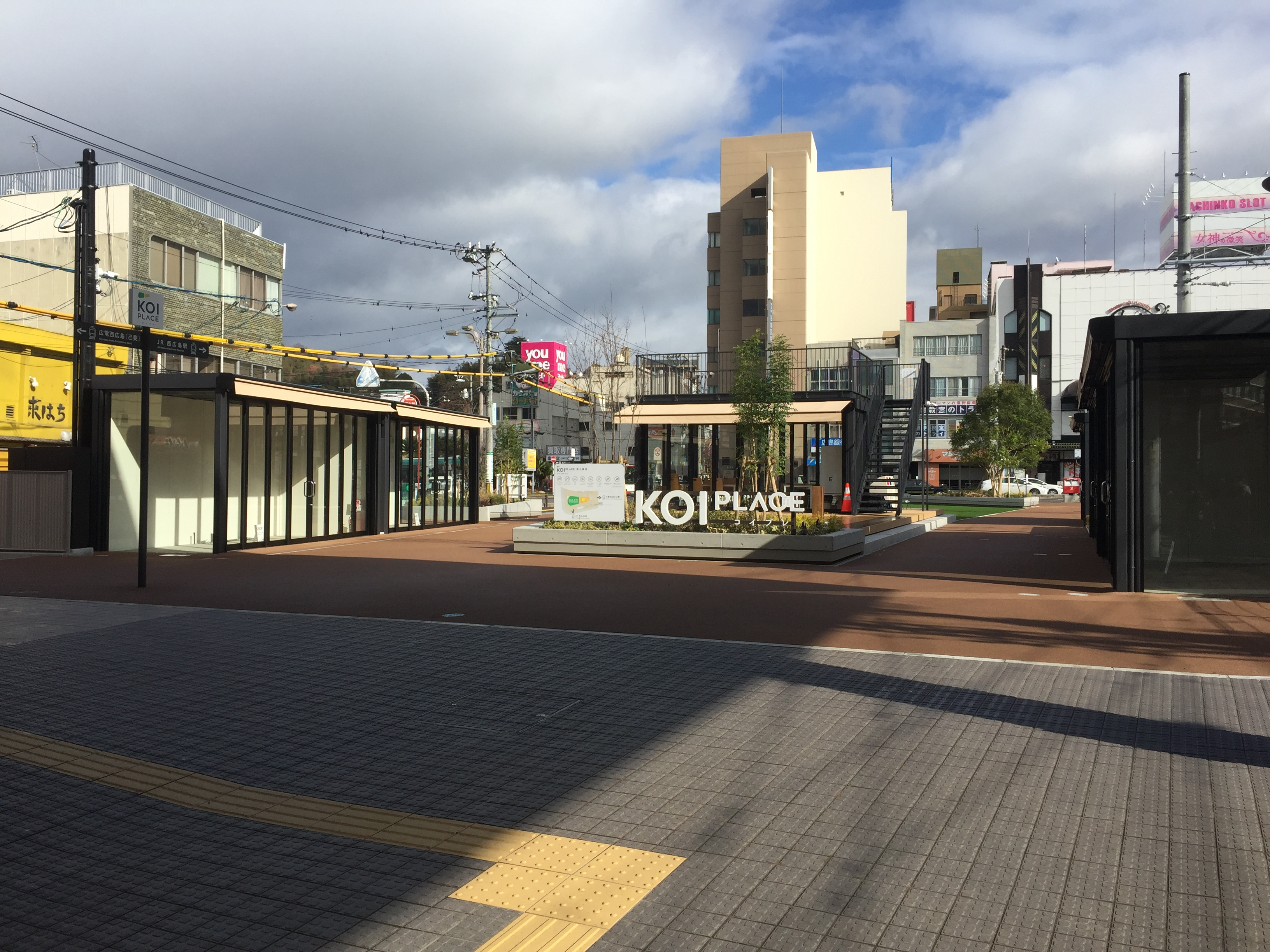
広電西広島駅構内からみたKOI PLACE

## 歴史
- 1964年（昭和39年）6月10日 - ひろでん会館が開館[2]。
- 2002年（平成14年） - 「ショッピングセンターひろでん」を「マダムジョイ己斐店」に改名[8]。
- 2017年（平成29年）5月9日 - 2018年3月期中の閉鎖・2019年3月期中の解体方針を公表[7]。
- 2018年（平成30年）
  - 3月31日 - 閉鎖[3]。
  - 5月7日 - 解体工事に着手[8]。
- 2019年
  - 6月 - 解体工事が完了[8]。
  - 12月22日 - 「KOI PLACE」が暫定開業[13]。
- 2020年
  - 2月22日 - 「KOI PLACE」が正式開業[14]。

## 閉鎖時点の主なテナント
- マダムジョイ己斐店（地下1階・1階） - 閉館日まで営業[3]
- 広島電鉄定期券窓口（1階） - 2018年3月5日に広電西広島駅構内に移転[3]

### それ以前に入居していたテナント
- 模型のエース（4階）- 1985年に閉店
- 溝本積善館広電己斐店 （3階)
- フタバ図書広電己斐店 （3階）- 2013年8月31日に閉店
- メガネの田中広電己斐店（3階）
- 廣島高井證券己斐支店
- 広島市信用組合己斐支店 - 1973年（昭和48年）5月移転に伴い閉店[15]
- 電電公社西広島サービスステーション

なお開業当時は地下1階 - 2階が食品から衣料品まで幅広く販売する広電ストアの直営売り場で、当時としては珍しいスーパーマーケットだった。

## 周辺
- 広島電鉄宮島線広電西広島（己斐）駅（直結）
- JR山陽本線西広島駅
- ゆめマート己斐店 - イズミ己斐店から形態変更した
- 広島銀行己斐支店
- もみじ銀行己斐支店
- 国道2号（宮島街道）

## 書籍との関連
那須正幹作の「ズッコケ三人組」シリーズ（ポプラ社刊）において、主人公たちが住む花山町の『花山デパート』のモデルとされており、それを示す看板も設置されていた。